# Jos Verbist
Pour les articles homonymes, voir Verbist.
Jos Verbist, né le 20 juin 1952 à Lierre (Belgique), est un acteur et metteur en scène belge.

## Biographie
Jos Verbist est diplômé en 1976 du Studio Herman Teirlinck.

## Filmographie partielle

### Au cinéma
- 1980 : De Witte van Sichem (Filasse) de Robbe De Hert
- 1980 : Hellegat : Sam
- 1987 : La Famille Van Paemel : Desiré Van Paemel
- 1997 : Karakter : Brigadier
- 1999 : Vergeten straat : Boon
- 1999 : Man van staal
- 2002 : Meisje de Dorothée Van Den Berghe : Daan
- 2013 : Le Verdict (Het Vonnis) de Jan Verheyen : Professor De Bats
- 2014 : Halfweg : Dr. Paul
- 2014 : Brabançonne : Jozef
- 2016 : Diamant noir : Rick De Vries
- 2018 : Ne tirez pas (Niet schieten) de Stijn Coninx

### À la télévision
- 1975 : Klaaglied om Agnes (TV) : Soldaat
- 1977 : Le Bal des voleurs (téléfilm) : Gustave
- 1977 : Wierook en tranen (TV) : Duitser
- 1978 : Het huwelijksfeest (TV) : Ringo Ray
- 1978 : De brusselse straatzanger (TV) : Adelbrecht
- 1979 : Tabula rasa (téléfilm) : Laurent
- 1979 : Everard 't Serclaes (TV) : Everard t'Serclaes
- 1979 : Een maand op het land (TV) : Alexei